# Piattaforma di ghiaccio Riiser-Larsen
La piattaforma di ghiaccio Riiser-Larsen (72°40′S 16°00′W) è una piattaforma glaciale lunga circa 400 km situata davanti alla costa della Terra della Regina Maud che si estende da capo Norvegia, a nord, all'isola Lyddan e al ghiacciaio Strancomb-Wills, in Antartide.

## Storia
Alcune aree della piattaforma furono viste per la prima volta da William Speirs Bruce nel 1904, Ernest Shackleton nel 1915 e da Hjalmar Riiser-Larsen nel 1930. La maggior parte di essa fu ritratta in fotografie aeree durante la spedizione antartica Norvegese-Britannica-Svedese (in inglese Norwegian–British–Swedish Antarctic Expedition, NBSAE) (1949-52) e delineata grazie a queste. Le parti mancanti, ossia la parte più a sud ed il suo fronte sulla terraferma, furono infine fotografate e mappate durante l'operazione Deep Freeze della Marina militare degli Stati Uniti d'America (USN) dal 1967 al 1969. La piattaforma fu così chiamata in onore del capitano  norvegese Hjalmar Riiser-Larsen che esplorò l'area dalla fine degli anni venti all'inizio degli anni trenta.